# Abampère
De abampère (aA, niet te verwarren met de attoampère) is een eenheid van stroomsterkte in het cgs-stelsel. Eén abampère komt overeen met 1 abcoulomb per seconde in het cgs-stelsel, en ongeveer met 10 ampère in het SI-stelsel.
Een elektrische stroom van 1 abampère die door een circulaire geleider met een straal van 1 centimeter loopt, produceert een magnetisch veld van 2 π oersted in het middelpunt van de cirkel.